# X-Men
Denna sida behandlar superhjältegruppen X-Men, för andra betydelser se X-Men (olika betydelser).
X-Men är en superhjältegrupp skapad 1963 av Stan Lee och Jack Kirby för serietidningsförlaget Marvel Comics. I Sverige även publicerad under namnen X-Männen och X:en. Serien publicerades första gången i september 1963 i den egna tidningen The X-Men. X-Men består av fiktiva mutanter som genom ett resultat av ett plötsligt språng i den mänskliga evolutionen är födda med latenta övermänskliga förmågor som oftast manifesterar sig under puberteten. I historierna uppvisar vanliga människor ofta en djup rädsla och misstro mot dessa mutanter (ofta kallade Homo superior efter Homo sapiens det vetenskapliga namnet för människan) som av flera forskare anses vara nästa steg i den mänskliga evolutionen och ses därför som ett hot mot samhället. Spänningen mellan mutanterna och samhället i stort förvärras också av det faktum att det finns mutanter som använder sina krafter i kriminella syften. X-Men grundades av Professor Charles Xavier (även kallad Professor X), en välbärgad mutant som har tagit på sig uppgiften att träna unga mutanter i avsikt att skydda sig själva och världen mot ärkefienden Magneto och andra illasinnade mutanter. 
I Sverige har X-men publicerats i tidningarna X:en, Marvel Mutanter och X-Men samt i blandtidningarna Marvels Universum och Mega Marvel.
X-men har dock inte enbart figurerat i serietidningar utan även i filmer, datorspel, tecknade tv-serier och andra media.

## Handling
X-Men bestod ursprungligen av superhjältarna Cyclops, Marvel Girl, Iceman, Angel och Beast, som alla gick i skola hos den rullstolsbundne professor Charles Xavier (även kallad Professor X). Det unika med dessa ungdomar var att de till skillnad från sina superhjältekollegor inte hade utsatts för radioaktiv strålning efter laboratorieolyckor; deras krafter var istället medfödda på grund av förändrade arvsanlag. De var mutanter, homo superior, nästa steg i människans evolution. Något som deras ärkefiende, mutanten Magneto, ansåg var en ursäkt för världsherravälde.

## Bakgrund och historik
X-Men såg först dagens ljus i X-Men nr 1, september 1963. Tillsammans med superhjältegruppen "Avengers", som också de gjorde premiär med sin egen serietidning samma månad, var "X-Men" ett försök att bygga på det serieuniversum som Stan Lee och Jack Kirby påbörjat två år tidigare med succén "Fantastic Four".
Lee har i intervjuer berättat att tanken bakom mutanter med superkrafter helt enkelt var att enkelt kunna introducera nya figurer utan att behöva komma på långsökta förklaringar till hur de fått sina krafter. Mutanter föddes ju helt enkelt med sina övermänskliga förmågor. Först ville Stan Lee faktiskt kalla serien "The Mutants", men efter lite konstruktiv kritik från sina medarbetare döpte han den till det mer mystiska och fantasieggande "X-Men". Snart utökades också mutantskaran med den bevingade Angel, men X-Men blev trots det aldrig någon större succé.
Roy Thomas och Neal Adams tog över serien i slutet av 1960-talet, men lyckades inte rädda den. Från 1970 tryckte tidningen endast billigt reprismaterial. Fram till 1975, det vill säga, då ett gäng nya X-Men fick vinden att vända. Upprinnelsen till detta var skapelsen av Wolverine, den i särklass mest populäre seriemutanten. Roy Thomas, Len Wein och John Romita Sr skapade ursprungligen denne kanadensiske hjälte för att flirta med de kanadensiska läsarna. De passade också på att göra honom till mutant för att på sikt kunna inkludera honom i en ny uppsättning X-Men. Wolverines första framträdande var i The Incredible Hulk nr 180, där han med sina oförstörbara adamantiumklor gav både Hulk och Wendigo en match.
Thomas (som då var chef över Marvel) gav sedan Len Wein i uppdrag att skapa en ny version av X-Men med medlemmar från andra länder. Marvels dåvarande ägare Cadence Industries trodde nämligen att det då skulle vara lättare att sälja serien vidare till andra länder. Wein skrev och Dave Cockrum tecknade specialaren Giant-Size X-Men nr 1 (maj 1975), där vi först fick stifta bekantskap med ryske Colossus, japanske Sunfire, indianske Thunderbird, afrikanska Storm, tyske Nightcrawler och irländske Banshee. Senare tillkom också nygamla medlemmarna Cyclops och Marvel Girl. Efter endast fyra nummer blev Wein befordrad till förlagschef och lämnade över stafettpinnen till sin assistent Chris Claremont. Denne har rönt stora framgångar genom att fokusera på mänskliga relationer och har en förmåga att bli mycket långlivad på sina uppdrag.
I takt med att X-Mens popularitet växte började analyserna komma. Vissa menar att serien funkar så bra eftersom ungdomar kan identifiera sig med hur det känns att vara missförstådd och utanför. Andra menar att parallellerna är tydliga mellan de fiktiva mutantförföljelserna och världshistoriens högst verkliga förföljelser av judar, svarta och homosexuella, och att serien därför aktivt motverkar rasism och fördomar i det amerikanska samhället.
Den verkligt stora populariteten kom dock med den engelsk-kanadensiske tecknaren John Byrne och tuscharen Terry Austin (ca 1977–1981). Byrne började efter ett tag att hjälpa till med manusen, men det skar sig mellan honom och Claremont och Byrne lämnade serien. Claremont stannade dock på serien fram till 1991, då han fick sparken. Vid det laget hade nya stjärnor som författarna Fabian Niecza och Scott Lobdell och tecknarstjärnskotten Whilce Portacio och Jim Lee tagit över, och mutanttitlarna expanderade hejdlöst. 
John Byrne återvände för att skriva manus i slutet av 90-talet men slutade snart: "Figurerna har drivit för långt ifrån de figurer som jag kände och gillade. Historierna har blivit för invecklade. Ärligt talat är jag inte intresserad av att läsa in allt jag behöver för att vara aktuell." Istället gav sig Byrne på att skriva och teckna X-Men: The Hidden Years, en tidning om vad som hände under glappet mellan utgivningen 1970–75. Också Chris Claremont har återvänt till en egen X-titel, men med samma farhågor som Byrne: "Jag önskar att vi fick börja om från början. Men det får vi inte. Det finns 11 huvudtitlar, tre redaktioner och ett halvdussin författare. Och då räknar jag inte ens med miniserier, specialare och annat. Allt måste stämmas av." Kanske var det därför som Marvel körde igång sin etikett Ultimate, där man startade nya versioner av "X-Men", "Spider-Man" m.fl. i mer lättillgänglig form. Dessa versioner publiceras nu parallellt med originalversionerna.
Originalserien fick sig ett rejält uppsving med filmerna, och ännu mera så efter att författargiganter som Grant Morrison och Joss Whedon lämnat sitt avtryck på serien.

## Den svenska utgivningen
Det dröjde relativt länge innan "X-Men" fick en egen serietidning i Sverige. Under namnet "X-Männen" gästspelade de i diverse översatta serier som "Spindelmannen", "Fantastiska Fyran" och "Hulk" under 1970-talet. 1973–75 publicerades "X-Men" som biserie i Conan. Klassiska X-Menavsnitt från 1960-talet återtrycktes som biserie i Fantastiska Fyran Pocket nr 1/1979, medan de "nya X-Men" tillägnades fyra egna nummer av Atlantic Special i början av 1980-talet (nr 2/1981, 6/1981, 1/1982 och 3/1982). 

### X:en1984–85
När Semic Press övertog Marvel-serierna från Atlantic 1984 fick "X-Men" för första gången en egen svensk serietidning. Liksom övriga superhjälteserier som gavs ut under denna period försvenskades gruppens namn till X:en. Tidningen gjorde ingen större succé och utkom totalt med endast 11 nummer (tre stycken 1984 och resten 1985) och ett julalbum (1986).

### Marvel Mutanter1989–90
Nästa försök med mutantserier på svenska kom 1987, då Semic gjorde "X-Men" till ett stående inslag i antologitidningen Marvels Universum. 1989 bröt sig mutanterna ut till en egen tidning. Utgivare var då Semics underavdelning SatellitFörlaget och tidningen fick namnet Marvel Mutanter vilket gjorde att innehållet kunde plockas från Marvels samtliga mutantrelaterade titlar. 12 nummer av Marvel Mutanter utkom 1989 och 8 nummer 1990, innan tidningen bytte namn till X-Men.

### X-Menvol. 1 1990–93
Från och med nummer 9/1990 bytte tidningen Marvel Mutanter namn till X-Men. Tidningen fortsatte som månadstidning året ut men gavs 1991 och 1992 ut med endast 10 nummer per år. Ett försök med månadsutgivning 1993 slog inte väl ut, och tidningens sista nummer för den här gången blev nr 12/1993. Läsarna fick följa fortsättningen på "X-Men"-serierna i tidningen Mega Marvel istället.

### X-Menvol. 2 1998–2006
1998 återvände X-Men till de svenska tidningshyllorna, nu som en tjock 100-sidig tidning som gavs ut med sex nummer per år. Försäljningen var tillräckligt stor för att hålla tidningen vid liv, och 2001–02 gjorde man t.o.m. ett försök med månadsutgivning. Vartannat nummer var då på 52 sidor och ägnades åt Wolverine, och serierna hämtades från dennes egen titel i USA.

### Marvel Special2007–08
Schibsted Förlagen övertog utgivningen av Marvelserier i Sverige från och med 2007. Serietidningen Marvel Special har blivit förlagets nya titel för X-relaterade serier. Vartannat nummer innehåller "X-Men" och vartannat "Wolverine".

## Andra medier

### TV-serier
Marvel hade ursprungligen inte sysslat särskilt mycket med animation. På 1960-talet lånade förlaget ut sina superhjältar till Filmation, som producerade några billiga tecknade kortfilmer med bland annat Captain America. Det var därför ingen logisk utveckling att Marvel 1980 bildade dotterbolaget Marvel Productions, med huvuduppgiften att animera de egna figurerna. Det första projektet, "Amazing Spider-Man and Friends", började sändas 1981. Bolaget producerade sedan framgångsrikt tecknad film åt andra uppdragsgivare, med titlar som exempelvis "The Transformers", "G.I. Joe", "RoboCop" och "My Little Pony".
I "Marvel Action Universe" försökte man sig bland annat på de allt mer populära X-Men. Men det blev bara ett enda X-Men-avsnitt, "Pryde of the X-Men" (1989), med den nya figuren Shadowcat i huvudrollen. Avsnittet hade själve Stan Lee som berättarröst.
Betydligt bättre gick det när Marvel lät Graz Entertainment stå för animationen, och 1992 var det äntligen premiär för den tecknade TV-serien X-Men. Serien gick fram till 1998 i hela 77 avsnitt, varav de sista åtta avsnitten gjordes av Saban Productions efter Graz Entertainments konkurs.
Animationen var inte den bästa, men stor vikt hade lagts vid att hitta bra röstskådespelare och på att vara serietidningen trogen. Faktiskt så byggde i stort sett alla manus på välkända X-Men-äventyr. Läsare som varit med ett tag kände igen historier som involverade Omega Red, Alpha Flight, Bishop, Cable, Longshot, Mojo, Lady Deathstrike, Morlocks, Savage Land, Sauron, Magneto, Apocalypse, Sabretooth, Phalanx, Arkon, Hellfire Club och Dark Phoenix. Själva mutanthjältarna bestod av en blandning av gamla och nya x-män: Cyclops, Marvel Girl, Storm, Wolverine, Rogue, Gambit och Jubilee.
En av de senaste årens mest uppmärksammade spin-off-serier, "Generation X", blev TV-film 1996. TV-filmen var tänkt som en pilot till en TV-serie som aldrig blev av.[källa behövs]
År 2000 var det premiär för en ny tecknad TV-serie med namnet X-Men: Evolution. I den här moderniserade versionen har man lekt med mutanternas åldrar, och därför är det Storm och Wolverine som tillsammans med Professor X lär upp unga mutanter.

#### Lista över tecknade tv-serier baserade på X-Men
| Namn                                  | År        | Noteringar          |
| ------------------------------------- | --------- | ------------------- |
| Pryde of the X-Men                    | 1989      |                     |
| X-Men: The Animated Series            | 1992-1997 |                     |
| X-Men: Evolution                      | 2000-2003 |                     |
| Wolverine and the X-Men[källa behövs] | 2008-2009 |                     |
| Astonishing X-Men[källa behövs]       | 2009-2012 | Rörliga seriebilder |
| X-Men anime                           | 2011      |                     |

### Datorspel
- X-Men: Children of the Atom (1994)
- X-Men vs. Street Fighter (1996)
- X-Men: Mutant Academy (2000)
- X-Men: Mutant Academy 2 (2001)
- X-Men: Next Dimension (2002)
- X2 - Wolverine's Revenge (2003)
- X-Men Legends (2004)
- X-Men Legends II: Rise of Apocalypse (2005)
- X-Men: The Official Game (2006)
- X-Men: Destiny (2011)

### Filmer
- X-Men (2000)
- X-Men 2 (2003)
- X-Men: The Last Stand (2006)
- X-Men Origins: Wolverine (2009)
- X-Men: First Class (2011)
- The Wolverine (2013)
- X-Men: Days of Future Past (2014)
- Deadpool (2016)
- X-Men: Apocalypse (2016)
- Logan – The Wolverine (2017)
- Deadpool 2 (2018)
- X-Men: Dark Phoenix (2019)